# Camille Chabrié
Camille Chabrié est un chimiste français né le 24 octobre 1860 dans le 9e arrondissement de Paris et mort le 4 février 1928 dans le 14e arrondissement.

## Biographie
Camille Chabrié était licencié ès sciences physiques, docteur en médecine et préparateur de chimie à la Faculté de médecine de Paris.
Il fut ensuite chef de laboratoire à la Faculté de médecine puis professeur à la Faculté des sciences de Paris et directeur de l'Institut de chimie appliquée, future École nationale supérieure de chimie de Paris.
Il meurt à l'âge de 67 ans le 4 février 1928 à Paris, et est inhumé au cimetière de Montmartre (division 6).

## Parcours
- 1884 : préparateur de chimie à la Faculté de médecine.
- 1890 : chef du laboratoire de chimie à la Faculté de médecine.
- 1890-1898 : autorisé à ouvrir un cours libre de chimie appliquée à la Sorbonne.
- 1896 : chef de travaux de chimie minérale au laboratoire de la Faculté des sciences de Paris.
- 1897 : sous-directeur des laboratoires de l'Institut de chimie appliquée.
- 1901 : chargé de cours de chimie appliquée à la Faculté des sciences.
- 1904 : professeur à l'École des hautes études commerciales de Paris.
- 1907 : directeur des études de l'Institut de chimie appliquée.
- 1909 : professeur de chimie à la Faculté des sciences de Paris.
- 1909 : directeur de l'enseignement de la chimie à l'Université de Paris[2].

## Distinctions
- Commandeur de la Légion d'honneur (1920)[3]
- Plusieurs prix scientifiques, dont le Prix Jecker de l'Académie des sciences.

## Publications
- Le vingtième anniversaire de l'Institut de chimie appliquée de l'Université de Paris: introduction à la leçon d'ouverture du cours de chimie appliquée, 1916.
- Notice sur les titres et travaux scientifiques de Camille Chabrié, 1912.
- Traité de chimie appliquée, tome premier, 1905[4].
- Programme d'un cours de chimie industrielle, 1898.
- Notice sur les titres et travaux scientifiques de Camille Chabrié, 1898.
- Les phénomènes chimiques de l'ossification (essai de chimie anatomique), préface de Félix Guyon, 1895.
- Les phénomènes chimiques de l'ossification, 1895.
- Sur la synthèse de quelques composés séléniés dans la série aromatique, 1889.
- Conférences faites au laboratoire de Charles Friedel, 1889.